# Influence de religions sur l'art islamique
 (mai 2022).
Si l'art islamique n'est pas un art strictement religieux, puisque le terme Islam est alors pris dans son sens civilisationnel, les différents cultes exercés dans le domaine l'ont beaucoup influencé, en déterminant des formes, des motifs ou des types architecturaux.
L'islam est bien sûr au premier plan, puisque de nombreuses réalisations sont des mosquées, des Corans, ou des représentations de la vie du Prophète ou de saints. Néanmoins, cet religion est loin d'être la seule à jouer un rôle : christianisme, judaïsme, mais aussi zoroastrisme et animisme tiennent une place importante dans les arts de l'Islam.

## Pensée musulmane et art

### Représentation figurée et religion musulmane
Si le Coran ne dit quasiment rien au sujet de la représentation figurative, de nombreuses exégèses ont condamné les figurations animées, humaines et animales, dans les arts sacrés, c'est-à-dire en particulier dans les mosquées, les madrasa et les Corans, mais aussi dans le matériel liturgique, lampes de mosquées, tapis de prière, chandeliers pour les tombeaux... Il existe néanmoins des exceptions : par exemple, certaines mosquées anatoliennes comportent des dragons, et il existerait un exemplaire du Coran illustré de manière figurative.
Toutefois, les ouvrages profanes abondent en représentations animées, et dans certains, on note des représentations de personnages religieux, comme les prophètes Mahomet, Jésus (Issa) et Joseph (Youssef). Avec l'avènement du Chiisme en Iran au XVIe siècle, les figures des hommes considérés comme saints sont recouvertes d'un voile, et une auréole de flammes les entoure. Certains fanatiques modernes ont pourtant été jusqu'à gratter les têtes des manuscrits, ou à les couper symboliquement du corps par un trait.

## Les spécificités liées à l'islam
Plusieurs spécificités des arts de l'Islam sont directement dues à la religion musulmane.

### Dans l'architecture

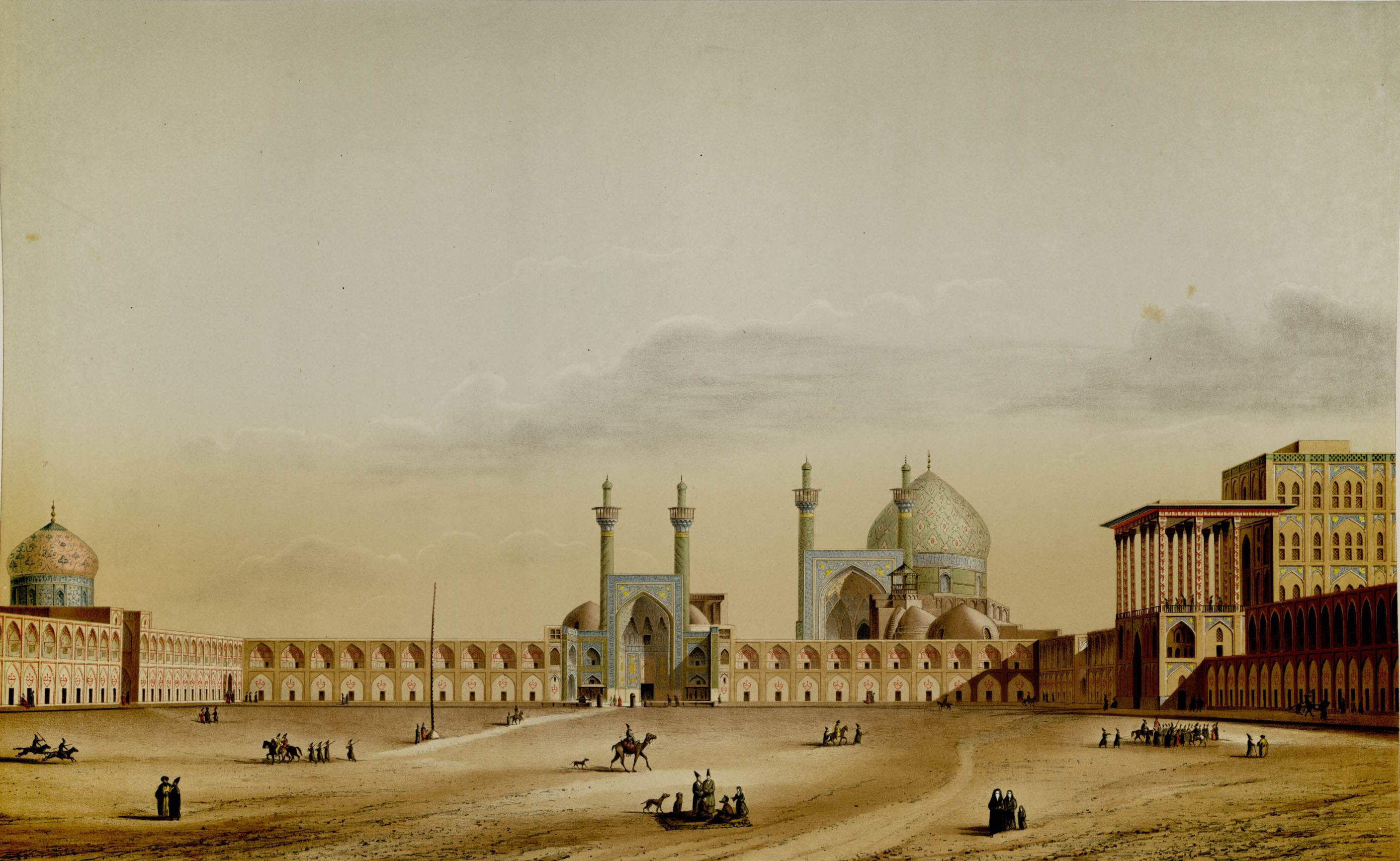
Place Royale et mosquée Masjid-i-Shah,Monuments modernes de la Perse mesurés, dessinés et décrits, éd. Morel, 1867

L'islam fait naître de nouveaux bâtiments religieux, adaptés à son culte. Ainsi, le plan des mosquées (de type arabe principalement), est adapté à l'idée de prière en ligne. On a dit aussi que le plan à 4 iwans utilisé dans nombre de madrasas permettait l'enseignement des quatre écoles de droit islamique, mais cette idée est contestée.[réf. nécessaire]

### Iconographie musulmane
Malgré les idées reçues, une iconographie purement musulmane s'est développée, en particulier dans le monde persan, mais pour illustrer des ouvrages profanes. Dès le XIVe siècle, un exemplaire du Jami al-Tawarikh de Rashid al-Din montre ainsi plusieurs scènes de la vie de Mahomet, tandis qu'un peu plus tard, un mi'rajnama fait à Hérat en 1436 décrit toutes les étapes du miraj. Cet événement de la vie du Prophète sera ensuite représenté de nombreuses fois, devenant un peu plus tard un archétype de la peinture persane, fréquemment repris et plus ou moins standardisé.
Mais Mahomet n'est pas le seul personnage saint musulman à être représenté : d'autres épisodes mettent en scène des prophètes et de personnages saints musulmans, souvent chiites, comme 'Ali : en effet, la zone géographique la plus marquée par la figuration est sans contestes la Perse, à majorité chiite.

## Les autres religions

### Iconographies chrétiennes
C'est surtout en Égypte et en Syrie que s'est développé un art islamique à iconographie chrétienne, pour plusieurs raisons : la forte présence copte, la grande tolérance des Fatimides, qui se poursuivit bien plus tard, et les contacts avec les croisés, qui ont donné lieu à la création de nombreux souvenirs de pèlerinage. L'art du verre émaillé notamment a été notablement marqué par des iconographies chrétiennes, mais aussi la céramique et l'art du livre.
La religion musulmane se voulant dans la continuité des autres monothéismes (judaïsme et christianisme), de nombreuses scènes de l'ancien et du nouveau testament sont fréquemment mises en images, même dans un contexte musulman. Elles reprennent souvent les poncifs mis en place dans le monde chrétien, byzantin et occidental, comme pour l'histoire de Jonas et la Baleine, de Joseph et la femme de Putiphar, ou encore les scènes de la vie du Christ. La crucifixion par contre, n'est jamais représentée hors des œuvres spécifiquement chrétiennes, les musulmans ne la reconnaissant pas.

## Galerie

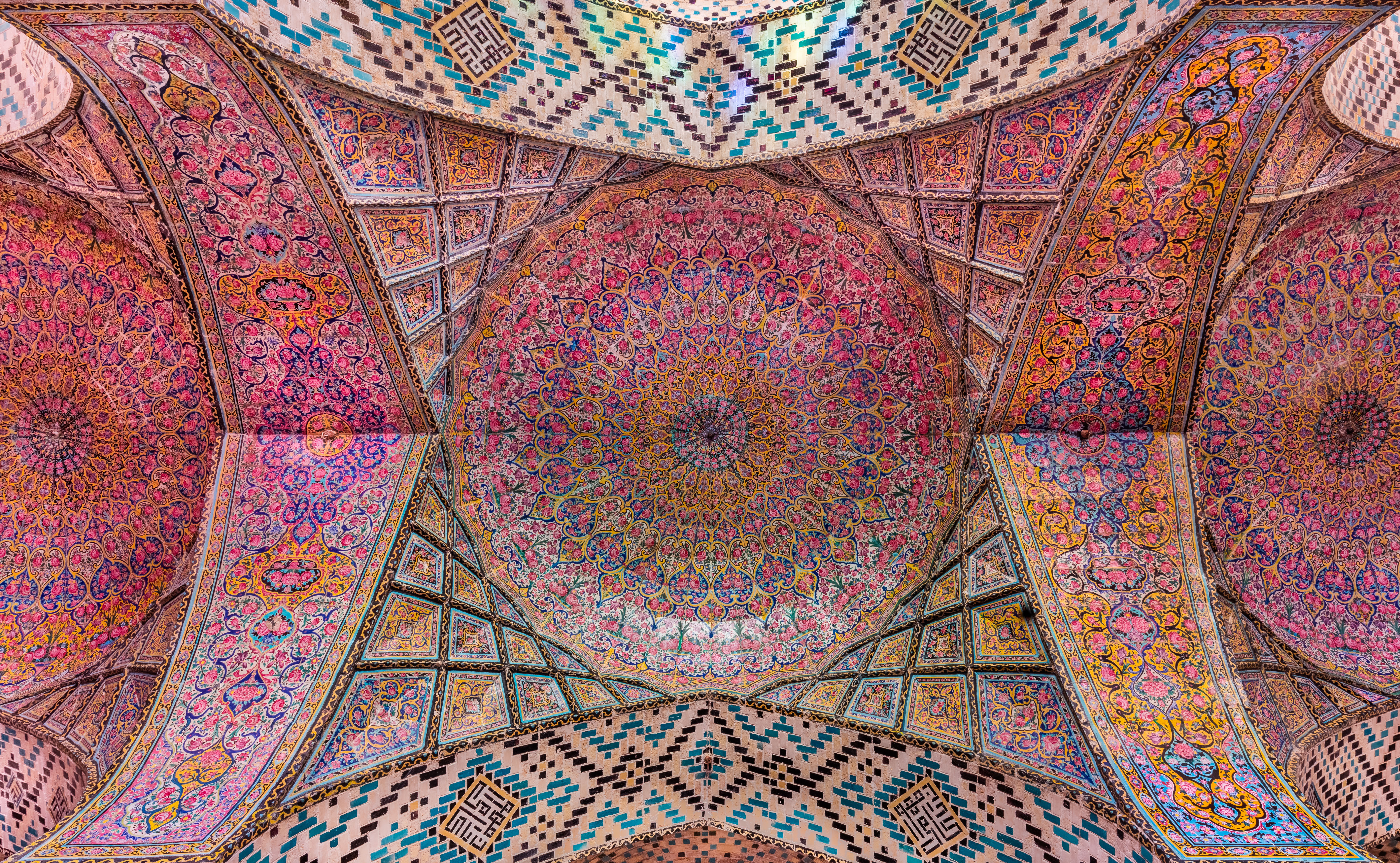
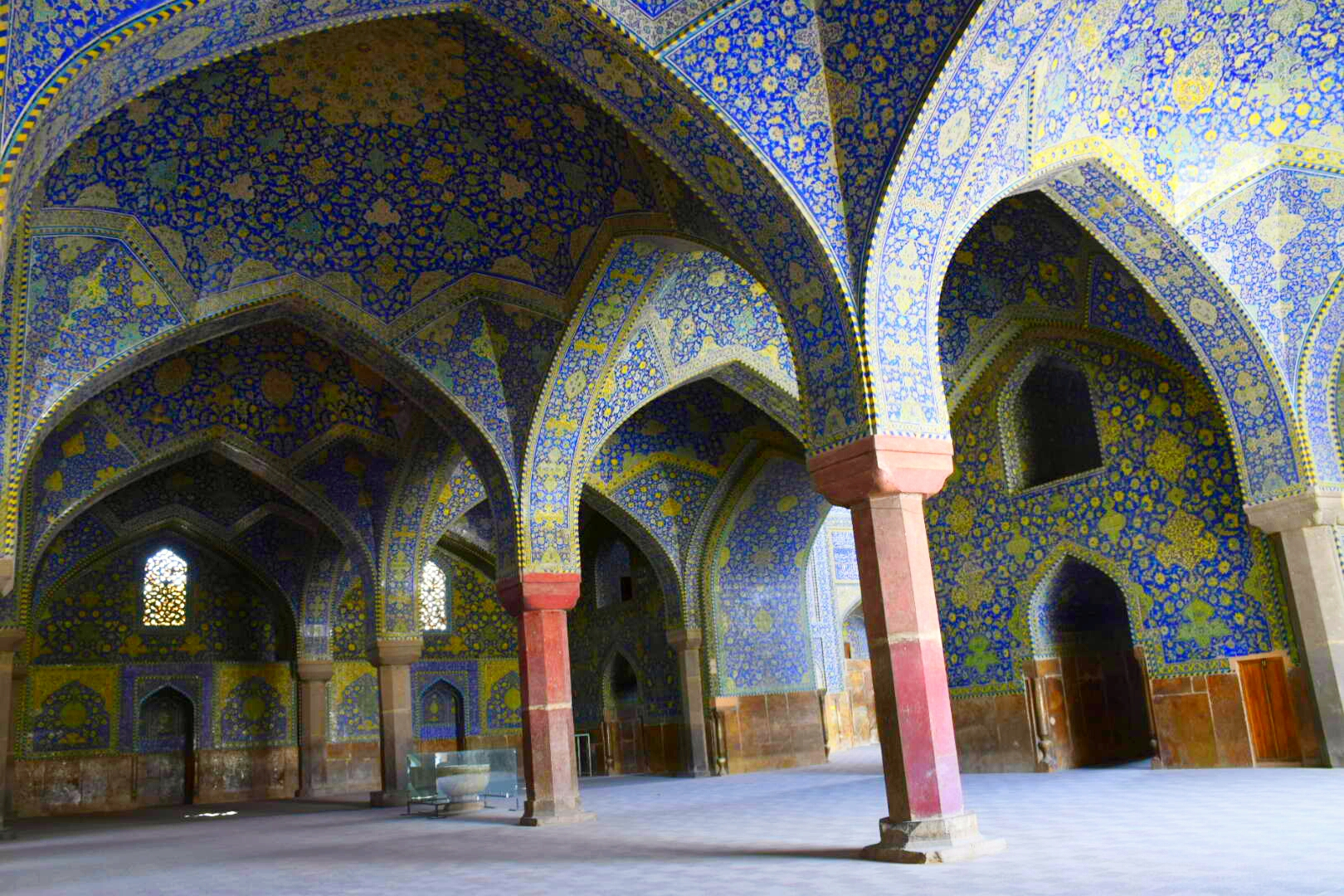
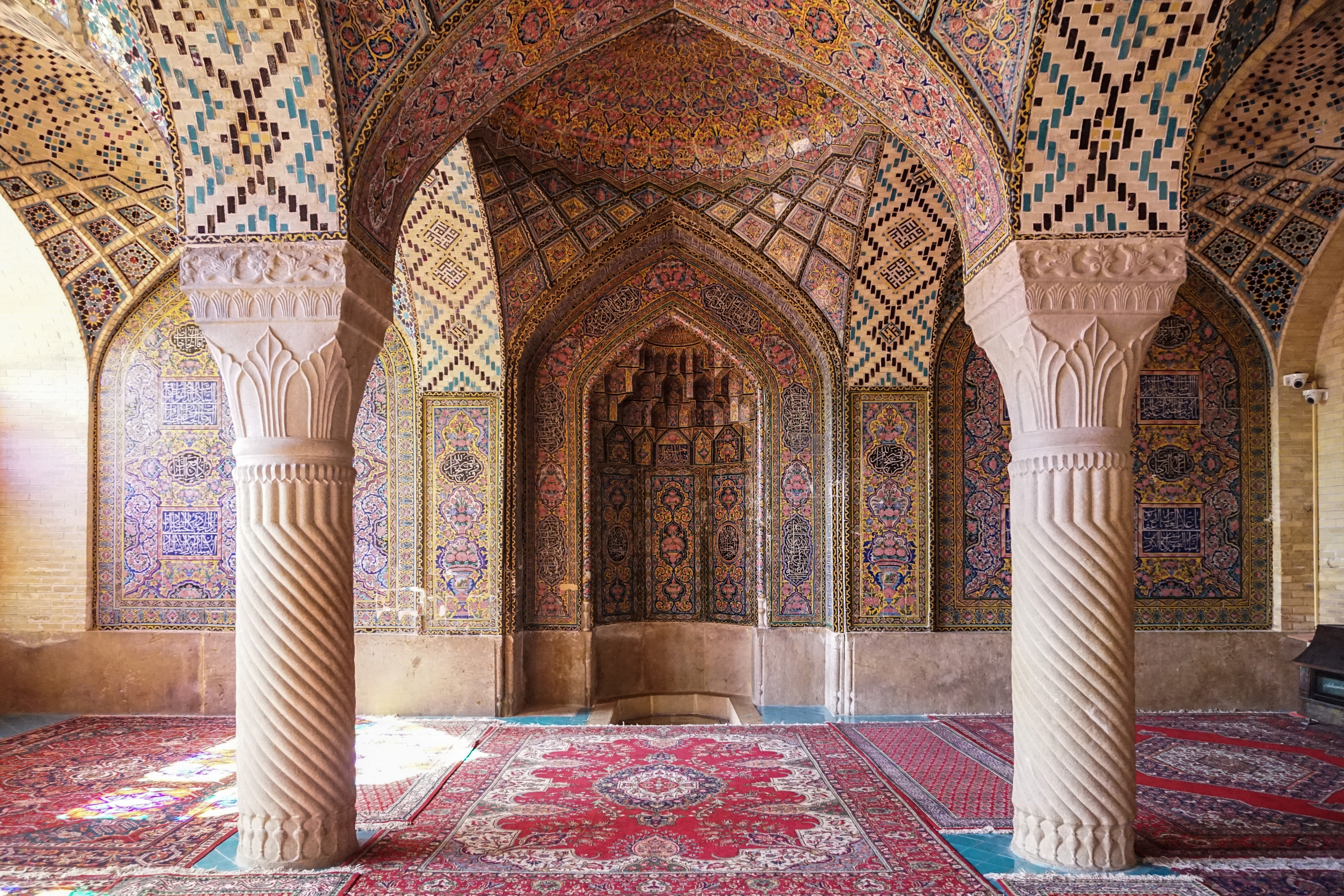
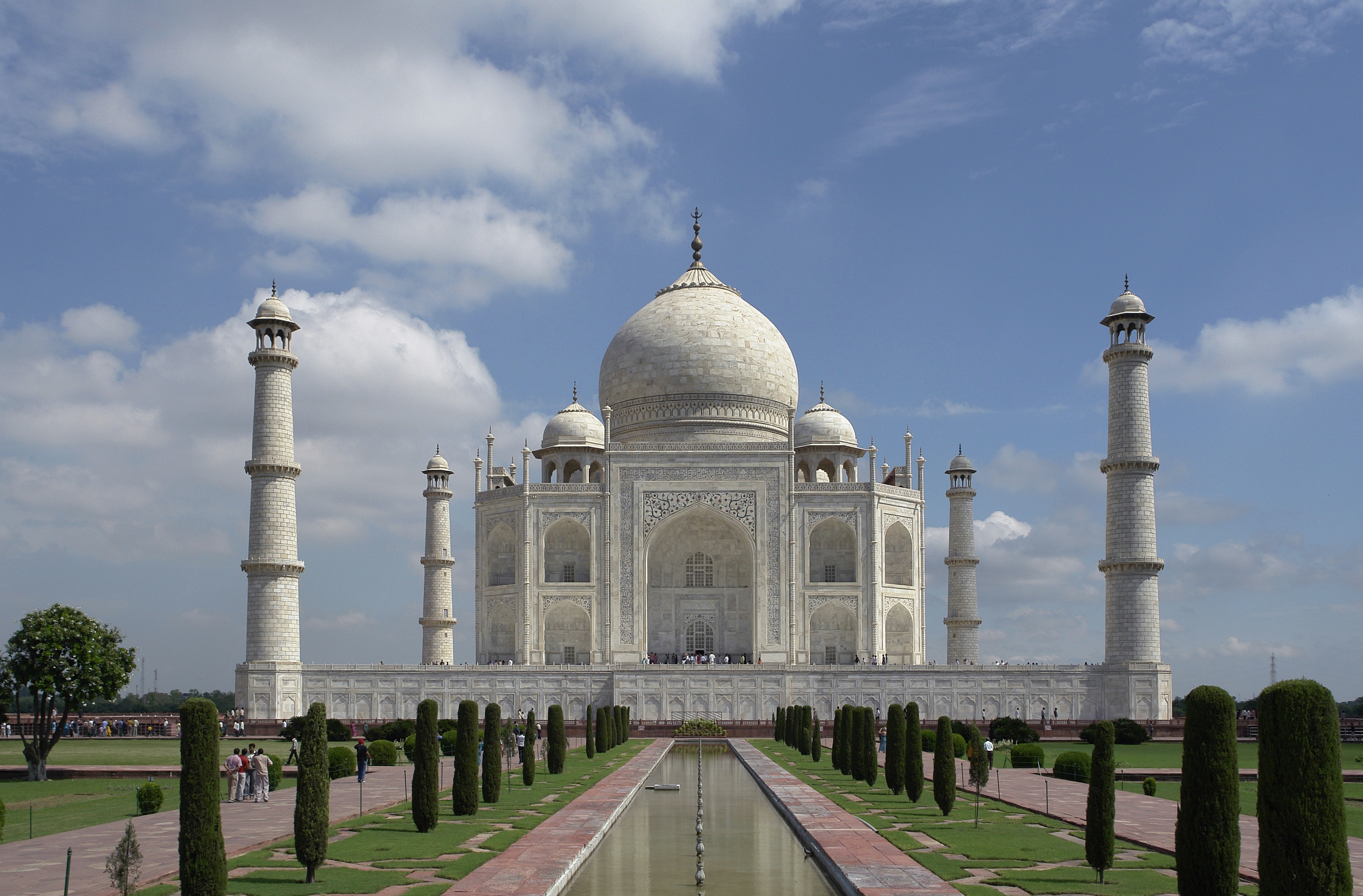
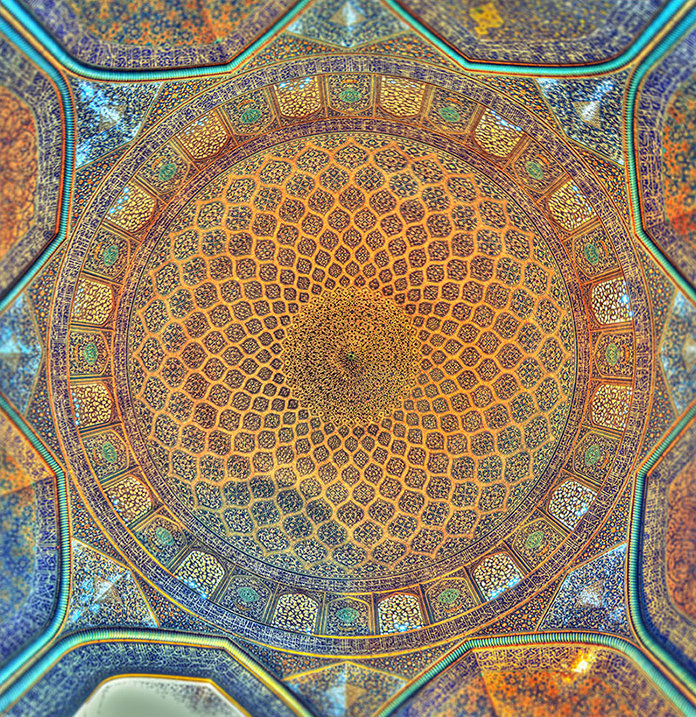
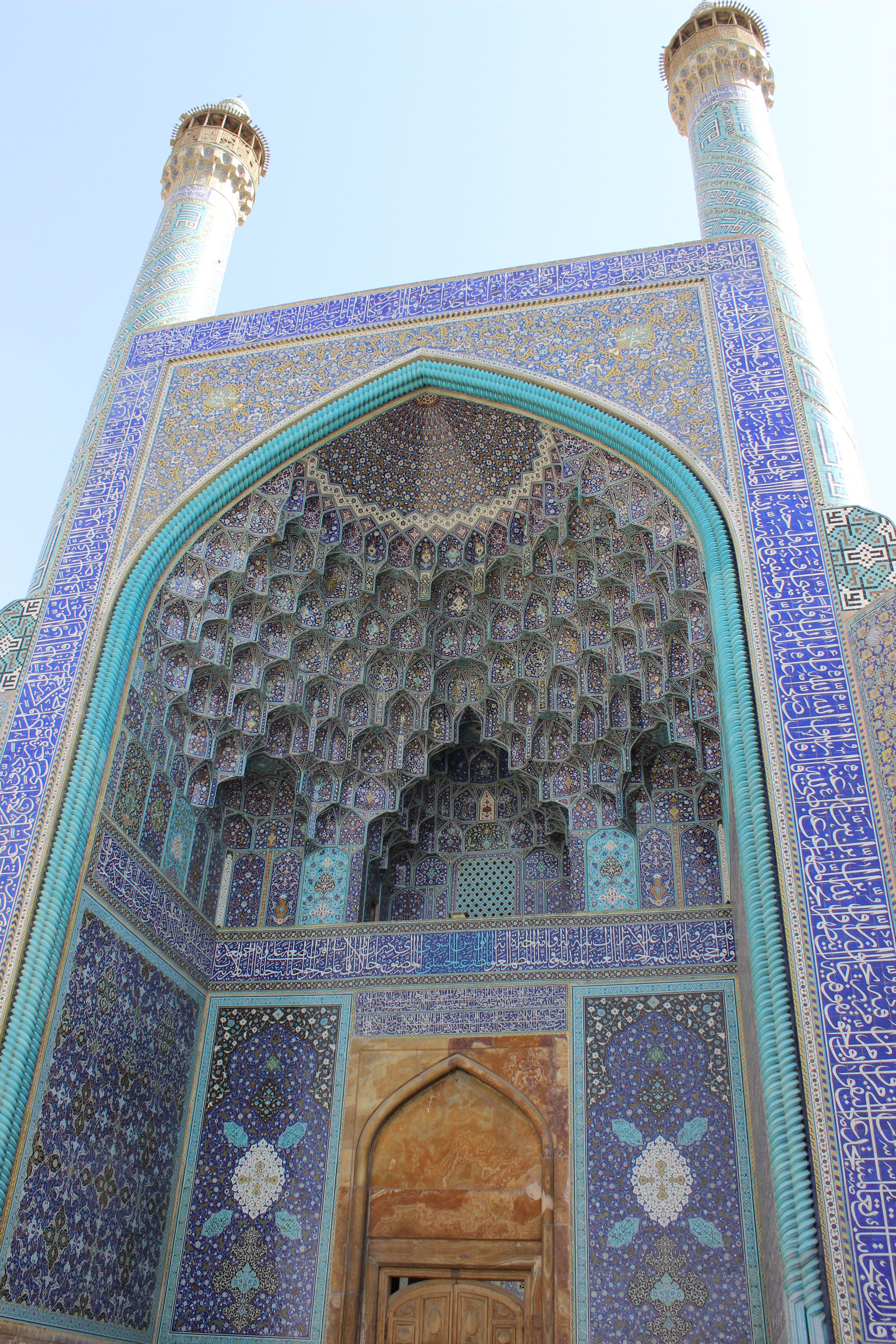